# Мужчине живётся трудно. Фильм 18: Собрание возвышенных чувств Торадзиро
«Мужчине живётся трудно. Фильм 18: Собрание возвышенных чувств Торадзиро» (яп. 男はつらいよ　寅次郎純情詩集, отоко-ва цурай ё: торадзиро дзюндзёсисю; англ. Tora-san's Heart Of Gold / Tora's Pure Love (Tora-san 18) — японская комедия режиссёра Ёдзи Ямады, вышедшая на экраны в 1976 году. По результатам проката фильм занял 6 место в бокс-офисе 1977 года, его посмотрели 1 млн. 726 тыс. японских зрителей, сборы от проката составили 1 миллиард 686 миллионов иен. Роль немолодой уже, но всё ещё прекрасной Аи, очередного любовного интереса Тора-сана, исполнила популярная актриса Матико Кё, звезда фильма Акиры Куросавы «Расёмон» (1950).

## Сюжет
Фильм начинается с приезда Тора-сана в родной дом, находящийся при лавке сладостей в Сибамате (Токио). Вместе со своей сестрой Сакурой и её мужем Хироси Тора-сан посещает учительницу их сына Мицуо, двадцатилетнюю Масако Ягю, мать которой была другом детства Торадзиро. Разумеется, Тора-сан мгновенно западает на красивую молодую женщину и полностью узурпирует встречу, болтая и пытаясь её очаровать. Особенно был раздражён поведением Торы Хироси; он глубоко обеспокоен будущим своего сына, мечтая, чтобы его отпрыск поступил после школы в колледж, чего сам Хироси — простой рабочий в типографии — никогда не мог себе позволить. Хироси хотел серьёзно поговорить с учительницей, но как только он пытался завести разговор, меж ними вклинивался Тора-сан и, меняя тему, забалтывал преподавателя, не давая и слова вставить родителям мальчика.
Сакура в равной степени была расстроена поведением своего несносного брата и по возвращении домой Тора-сан получает хорошую взбучку. Оскорблённый Торадзиро вновь покидает дом и путешествует по стране. Он даже попадает в тюрьму, из которой будет освобождён стараниями Сакуры. Вернувшись снова в Сибамату, Тора-сан получает ещё один нагоняй от Сакуры, в ходе которого она ему выговаривает и за тюремное заключение, и припоминает злополучную встречу с учительницей. Сестра возмущена в особенности тем, что учительница вдвое младше Тора-сана. В пылу своих нареканий Сакура говорит брату, что не было бы проблемы, если бы он вместо молоденькой Масако положил бы свой глаз на её мать Аю. Естественно в этот самый момент в их магазине сладостей появляется одинокая, разведённая, но всё ещё прекрасная Ая, чей бывший муж был богатым человеком, сколотившем своё состояние торгуя на послевоенном чёрном рынке. Ая только что вышла из больницы после продолжительной болезни. Торадзиро беспокоится о её здоровье, он начинает её опекать и поднимать ей настроение, и постепенно между ними возникает чувство влюблённости…

## В ролях
- Киёси Ацуми — Торадзиро Курума (или Тора-сан)
- Тиэко Байсё — Сакура, сестра Торадзиро
- Матико Кё — Ая Ягью
- Фуми Дан — Масако Ягью
- Масами Симодзё — Рюдзо, дядя Тора-сана
- Тиэко Мисаки — Цунэ, тётя Тора-сана
- Гин Маэда — Хироси, муж Сакуры
- Хаято Накамура — Мицуо Сува, сын Сакуры и Хироси, племянник Тора-сана
- Хисао Дадзай — Умэтаро (босс Хироси)
- Гадзиро Сато — Гэн
- Тисю Рю — священник
- Ёсио Ёсида — Цурухатиро Бандо
- Мари Окамото — Саюри Оодзора
- Ёсино Тани — прислуга
- Масахико Танимура — зазывала
- Кандзиро Оосуги — учитель Рицуко
- Кумэко Урабэ — тётушка
- Сакаэ Умэдзу — полицейский

## Премьеры
- — национальная премьера фильма состоялась 25 декабря 1976 года в Токио[3].

## Награды и номинации
Премия журнала «Кинэма Дзюмпо» (1978)
- Номинация на премию за лучший фильм 1977 года, однако по результатам голосования занял лишь 12 место.